# هیلاری داف (آلبوم)
هیلاری داف (به انگلیسی: Hilary Duff) آلبوم استودیویی، هیلاری داف خواننده آمریکایی است که در ۱۵ سپتامبر ۲۰۰۴ منتشر شد در این آلبوم ۱۹ آهنگ به مدت ۶۴ دقیقه گردآوری‌شده‌است.

## فهرست قطعه
| اسم                       | اسم انگلیسی                | شمارهٔ آهنگ | مدت زمان |
| ------------------------- | -------------------------- | ---------- | -------- |
| پرواز                     | Fly                        | ۱          | ۳:۴۶     |
| مرا می‌خواهی               | Do you want me             | ۲          | ۳:۳۱     |
| پوچ                       | Weird                      | ۳          | ۲:۵۸     |
| مخفی شدن                  | Hide away                  | ۴          | ۳:۴۸     |
| آقای جیمزدین              | Mr.Jeams Dean              | ۵          | ۳:۳۱     |
| در زیر این لبخند          | Underneath this Smile      | ۶          | ۳:۳۹     |
| دانستنش خطرناک است        | Dangerous to Know          | ۷          | ۳:۳۴     |
| آن دختر کیست              | Who's that girl            | ۸          | ۳:۲۹     |
| بدرخش                     | Shine                      | ۹          | ۳:۳۰     |
| من هستم                   | I am                       | ۱۰         | ۳:۴۳     |
| فرار کردن                 | The Getaway                | ۱۱         | ۳:۴۰     |
| گریه کن                   | Cry                        | ۱۲         | ۳:۴۹     |
| متنفر                     | Haters                     | ۱۳         | ۲:۵۷     |
| دنیا را زیرو رو کن        | Rock this world            | ۱۴         | ۴:۰۰     |
| یک نفر از من مراقبت می‌کند | Someone's watching over me | ۱۵         | ۴:۱۲     |
| بی راهه                   | Jericho                    | ۱۶         | ۳:۵۰     |
| آخرین شعر                 | The Last Song              | ۱۷         | ۱:۲۵     |
| بوسه                      | Our leaps aresealed        | ۱۸         | ۲:۴۳     |
| نسل من                    | My generation              | ۱۹         | ۲:۴۲     |